# Flirtation Walk
Flirtation Walk is een Amerikaanse muziekfilm uit 1934 onder regie van Frank Borzage. Destijds werd de film in Nederland uitgebracht onder de titel Een liefdesparade in Westpoint.

## Verhaal
Canary is gestationeerd op een legerbasis op Hawaï. Hij wordt er verliefd op Kit, de dochter van generaal Fitts. Ze moeten hun relatie verbreken om een schandaal te vermijden. Later zien ze elkaar weer tijdens de jaarlijkse toneelproductie op de militaire academie van Westpoint.

## Rolverdeling
| Acteur           | Personage         |
| ---------------- | ----------------- |
| Dick Powell      | Canary            |
| Ruby Keeler      | Kit               |
| Pat O'Brien      | Scrapper          |
| Ross Alexander   | Oskie             |
| John Arledge     | Spike             |
| John Eldredge    | Luitenant Biddle  |
| Henry O'Neill    | Generaal Fitts    |
| Guinn Williams   | Sleepy            |
| Frederick Burton | Generaal Landacre |
| John Darrow      | Chase             |
| Glen Boles       | Eight Ball        |